# Fall Rouzier
Der Fall Rouzier (auch Affäre Rouzier oder Prozess Rouzier) war ein Mordfall im pfälzischen Germersheim am 27. September 1926, bei dem der Bürger Emil Müller (* 10. Dezember 1905) durch den französischen Unterleutnant Pierre Charles Alexandre Auguste Rouzier (* 1902) erschossen wurde und der vor allem im Deutschen Reich und in Frankreich Aufsehen erregte.

## Vorgeschichte

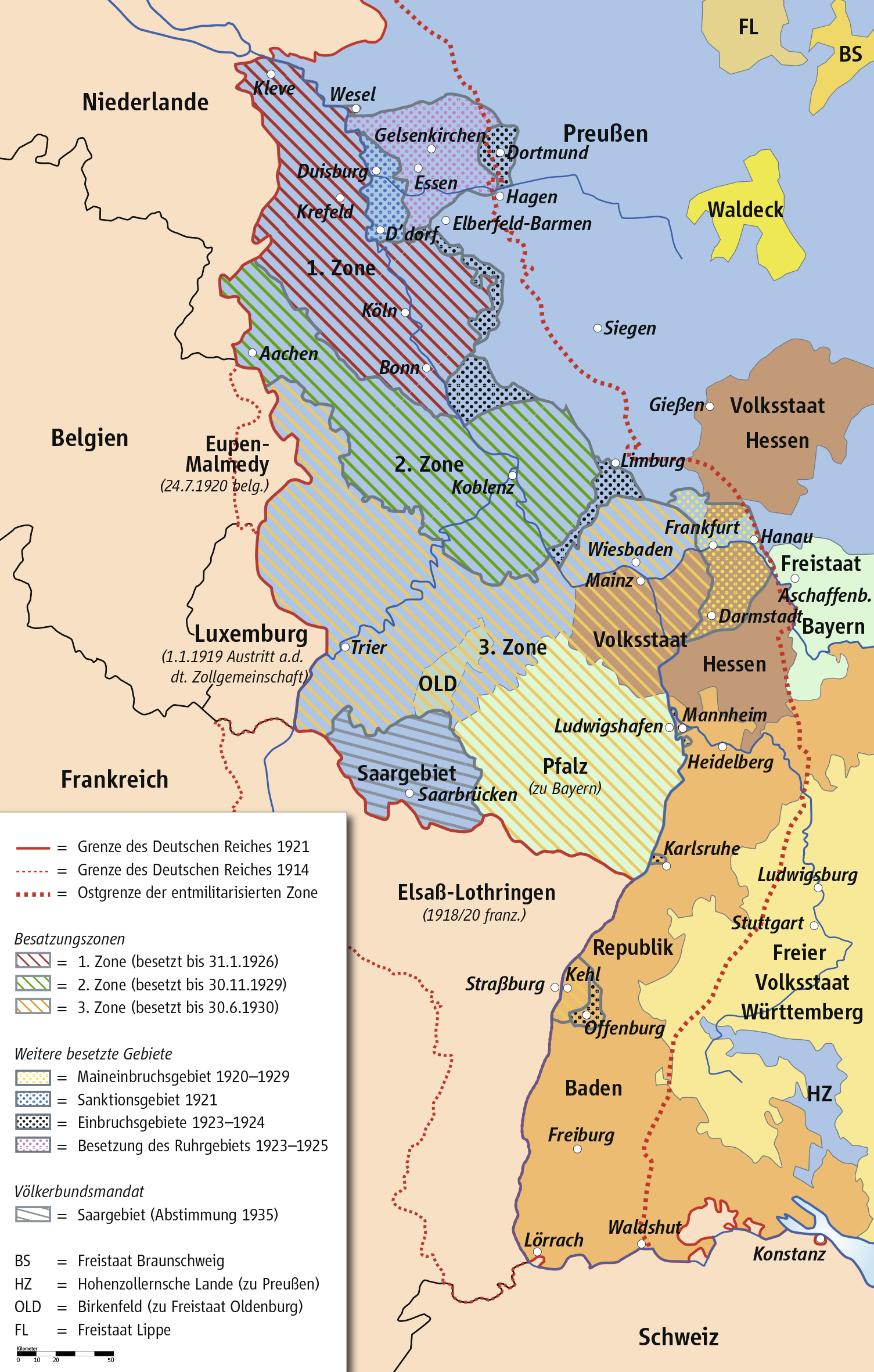
Alliierte Rheinlandbesetzung nach dem Ersten Weltkrieg

Infolge des Ersten Weltkriegs wurden in der Festung Germersheim französische Besatzungstruppen im Rahmen der alliierten Rheinlandbesetzung stationiert (siehe Friedensvertrag von Versailles). Ab dem 2. Dezember 1918 waren Soldaten des 18. französischen Jägerbataillons vor Ort, nachdem die letzten bayerischen Truppen die Stadt am 24. November verlassen hatten. Seit Beginn der Besatzung kam es häufiger zu Konflikten zwischen der einheimischen Bevölkerung und französischen Militärs, insbesondere zur Zeit des Separatismus in der Pfalz (1919 bis 1924) bzw. im Rahmen der Rheinischen Republik (1923).
Als der Vertrag von Locarno am 10. September 1926 mit der Aufnahme von Deutschland in den Völkerbund in Kraft trat, war die im Vertrag vereinbarte Räumung der Kölner besetzten Zone (1. Zone) schon erfolgt, die Kontrollkommission bereits teilweise aufgelöst. Die Frage der Rüstungsbegrenzung sollte durch den Völkerbund geregelt werden. Das führte insgesamt zu einer Entspannung der Lage. In Germersheim war das kaum zu verspüren gewesen.

## Ablauf
In der Nacht vom 26. auf den 27. September 1926 gerieten Deutsche und französische Soldaten nach Alkoholkonsum in einem Wirtshaus in Streit. Auch Rouzier war zugegen. Im späteren Verlauf der Nacht kam es auf der Straße erneut zu Gerangel. Dabei gab Rouzier am frühen Morgen drei Schüsse ab, und der nationalsozialistisch gesinnte Emil Müller wurde in der Nähe des Postamts erschossen, zwei weitere Bürger (Josef Mathes und Richard Holzmann) waren bereits vorher angeschossen worden.

## Reaktionen
Für die deutsche Presse stand schon früh die Schuld Rouziers fest, wohingegen die französischen Medien berichteten, Rouzier sei angegriffen worden und habe in Notwehr gehandelt.
Am 19. Oktober 1926 erstattete der Reichsminister für die besetzten Gebiete, Johannes Bell, bei einer Kabinettssitzung unter Reichskanzler Wilhelm Marx einen mündlichen Bericht. Dabei wurde mitgeteilt, dass es bei dem Germersheimer Zwischenfall für die deutsche Seite weniger günstig stehe.
Infolge der Affäre Rouzier bildete sich am 26. Oktober 1926 die Germersheimer Ortsgruppe der NSDAP.

## Prozess
Am 17. Dezember 1926 begann vor dem französischen Militärgericht in Landau die Gerichtsverhandlung gegen Rouzier (wegen Mordes und zweifacher Körperverletzung) und gegen Mathes, Holzmann und den weiteren Beteiligten Heinrich Fechter (wegen Beleidigung, Provokation und Bedrohung). Wegen weiterer Vorfälle waren auch Fritz Arbogast, Hans Kögler und Jakob Kegel angeklagt. Ein Verteidiger der deutschen Angeklagten war Friedrich Grimm, der mit einem Freispruch Rouziers rechnete. Während des Prozesses wurde versucht, die Ereignisse des Falls zu rekonstruieren, allerdings konnten mehrere widersprüchliche Aussagen nicht aufgeklärt werden. Einer der beiden Anwälte Rouziers bat in seinem Schlusswort um einen Freispruch für alle, um ein „Urteil der Befriedung“ zu erhalten.
Am 22. Dezember, dem fünften Verhandlungstag, erfolgte der Urteilsspruch, wie bei Kriegsgerichten üblich ohne Begründung. Rouzier wurde freigesprochen, die deutschen Angeklagten erhielten Freiheitsstrafen zwischen drei Monaten und zwei Jahren.

## Folgen
Während deutsche Medien mit Verwunderung und Entrüstung auf das Urteil reagierten („Der Mörder wird freigesprochen, die Zeugen werden verurteilt“), wurde der deutsche Botschafter in Paris Leopold von Hoesch angewiesen, Gespräche mit der französischen Regierung aufzunehmen, um eine Revision des Urteils zu erreichen. Die Verhandlungen mit dem Generalsekretär des Außenministeriums Philippe Berthelot und damit dem Minister Aristide Briand führten dazu, dass die deutschen Verurteilten am 25. Dezember 1926 von Präsident Gaston Doumergue begnadigt wurden. Reichsaußenminister Gustav Stresemann interpretierte die Begnadigungen so, dass Frankreich an Entspannung zu Deutschland gelegen sei.
Der Unterleutnant Rouzier wurde planmäßig am 30. September 1926 zusammen mit seinem 311. Artillerieregiment nach Verdun versetzt. Er soll Jahre später unehrenhaft aus der Armee entlassen worden sein. Josef Mathes erhielt vom Kriegsministerium Frankreichs im Frühjahr 1927 eine Entschädigung von 10.000 Francs; ob die Familie von Emil Müller eine Entschädigung erhielt, ist nicht bekannt.
Nach dem Abzug der französischen Truppen am 30. Juni 1930 (Räumung der 3. Zone) setzte die NSDAP am 2. November auf dem Grab am Friedhof Germersheim, auf dem Müller am 30. September 1926 beigesetzt worden war, einen Grabstein. Die Inschrift auf dem Stein des nicht mehr erhaltenen Grabes lautete:

„Hier ruht in Gott
Emil Müller
geb. am 10. 12. 1905
erschossen am 27. 9. 1926
von franz. Mörderhand
im 8. Jahre der Besatzung.
Er starb fürs Vaterland.“

Die bayerische Staatsregierung hatte am 5. Juni ein Uniformverbot erlassen. Die Polizei trat für das Verbot ein und untersagte der aufmarschierenden SA das Tragen derer Uniformen. Der damalige Gauleiter der Rheinpfalz Josef Bürckel ließ daraufhin die SA-Leute mit nacktem Oberkörper weiterlaufen.
Die Erinnerung an den Mordfall wurde in der Zeit des Nationalsozialismus u. a. durch Gedenkkarten wachgehalten. Noch im Januar 1940 – wenige Monate vor Beginn des Westfeldzugs – wurde der Fall Rouzier in deutschen Medien als eine Rechtfertigung für die Kriegspolitik der nationalsozialistischen Regierung und damit für den Zweiten Weltkrieg herangezogen.

## Rezeption
Der Fall Rouzier ist Gegenstand des Schauspiels Die Bluttat in Germersheim vor dem ewigen Richter, das der Berliner Schriftsteller und Gymnasiallehrer Hermann Borchardt 1926 verfasste. Das Erstlingswerk Borchardts, das den Untertitel „Nationales Trauerspiel in drei Teilen auf einer Szene“ trägt, erschien 1928 in einer für die Bühne bestimmten Ausgabe als Typoskript im S. Fischer Verlag in Berlin. Das überwiegend heitere Werk wurde von namhaften Regisseuren wie Max Reinhardt und Erwin Piscator zur Uraufführung erwogen. Der Autor selbst betrachtete es in späteren Jahren rückblickend als ein frühes, gegen die nationalsozialistische Bewegung gerichtetes Werk. Das Stück, das jahrzehntelang als verschollen galt, wurde 2022 wiederaufgefunden und publiziert.